# Die Macht der Finsternis
Die Macht der Finsternis er en tysk stumfilm fra 1924 instrueret af Conrad Wiene.

## Medvirkende
- Petr Sharov
- Mariya Germanova som Anisia
- Maria Kryshanovskaya som Aniuta
- Alexander Wiruboff som Nikita
- Pavel Pavlov som Akim
- Maria Egorowa som Akulina
- Sergej Kommissarov
- Nikolai Massalitinov
- Vera Orlova
- Vera Pawlowa
- George Seroff